# Rhizodermea
Rhizodermea is een monotypisch geslacht van schimmels uit de familie Dermateaceae. Het bevat alleen Rhizodermea veluwensis.